# Ка Гандолфи (Бергамо)
Ка Гандолфи је насеље у Италији у округу Бергамо, региону Ломбардија.
Према процени из 2011. у насељу је живело 203 становника. Насеље се налази на надморској висини од 421 м.